# كيم إل سونغ
كيم إل سونغ (بالكورية: 김일성)؛ (15 أبريل 1912 - 8 يوليو 1994)، كان سياسيًا كوريًا ومؤسس كوريا الشمالية. حكم البلاد منذ تأسيسها عام 1948 حتى وفاته عام 1994. وبعد ذلك اعلن تنصيبهُ رئيسًا أبديًا لها. كان اسم ولادته كيم سونغ جو (بالكورية: 김성주)، ولد كيم إل سونغ في بدايات الغزو الياباني لكوريا في (15 أبريل 1912 في جنوب بيونغ يانغ والمعروفة سابقا بـ مدينة مانغيونداي بكوريا اليابانية في ذلك الوقت. ويقال إنه كان يتحدث اللغة اليابانية قبل الكورية بسبب محاولة إبادتها في البلاد من قبل الجنود اليابانيون. انضم إلى الحزب الشيوعي في الصين في عام 1931، إنضم إلى العمل الفدائي المناهض للغزو الياباني عام 1935، وفي عام 1937 أصبح زعيم القسم السادس من الجيش الكوري المقاوم، وفي عام 1940 كان القائد الوحيد الذي بقي على قيد الحياة، وقد انتقل إلى الاتحاد السوفيتي سراً ثم عاد إلى كوريا عام 1945 مع القوات السوفيتيية، وفي عام 1948 بعدما انقسمت كوريا وبدأ صراع الايدولوجي شكل كيم إيل سونغ حكومة وشغل منصب رئيساً للوزراء في الجمهورية الكورية الشعبية الديمقراطية والتي عرفت لاحقاً باسم كوريا الشمالية.

## حياته
ولد كيم إل سونغ «كيم سونغ جو» يوم 15 أبريل 1912 في نام ري بمقاطعة كوبيونغ بإقليم بيونغ آن الجنوبي في مقاطعة ديدونغ. والده «كيم هيونغ جيك» وأمه «كانغ بان سوك». وبعد مولده بفترة قصيرة، انتقلت أسرة كيم إلى إقليم جيلين بمدينة فيوسونغ في منشوريا.
ودخل كيم مدرسة يوك مون المتوسطة سنة 1926 لكنه فصل منها بعد مرور 3 سنوات. وتدرب كعميل في الفرقة الخاصة بالقوات السوفيتية ثم عاد مرة أخرى إلى كوريا الشمالية برتبة رائد في الجيش الأحمر بعد انتهاء الحرب العالمية الثانية.

## الشخصية المبجلة

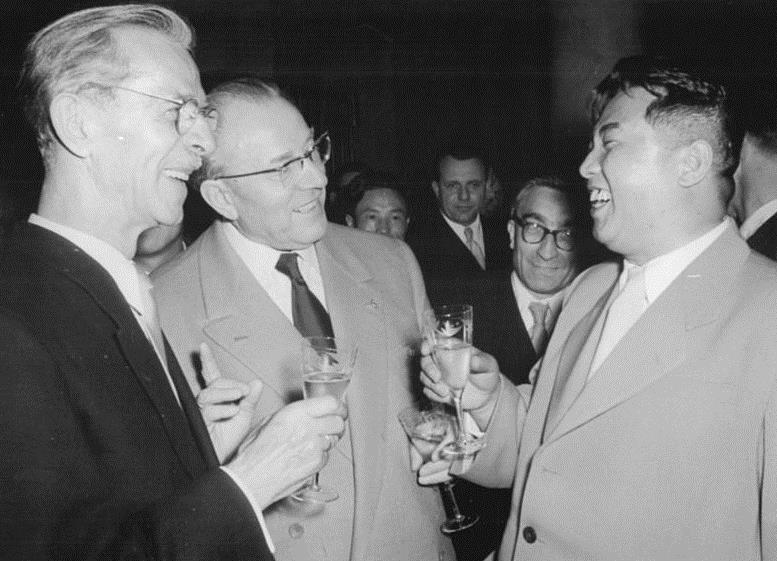
كيم إل سونغ أثناء زيارته لألمانيا الشرقية

بدأ تبجيل شخصية كيم إل سونغ بشكل كامل بعد عملية التطهير الكبيرة ضد الجماعة المعارضة لكيم إل سونغ بعد الحرب الكورية 1953. واكتملت عملية تأسيس وتمكين نظام حكم الفرد بحلول عام 1958. وكان الهدف من عبادة الشخصية أمران وهما:
أولاً تمكين حكم كيم إل سونغ وتسهيل انتقال الخلافة إلى الابن كيم جونغ إل في المستقبل. الطرق التي استعملت لتقديم عبادة الشخصية كانت فبركة الرموز وانشاء تاريخ مبتكر والتلقين.
كانت هناك دعامتان لعملية التقديس. الأولى افتراض مجيء كيم من سلالة القادة منذ عهد الملك سونجو ملك مملكة جوسون. ومتمسكاً بتقاليد الأسرة، أصبح كيم بطلاً خلال نضاله ضد الاستعمار الياباني. كان ذلك بمثابة نسخة «معادة الصياغة» من التاريخ الكوري الذي اُسْتُعْمِل في عملية التلقين.
وعليه فقد تركز التاريخ الكوري الحديث على نسب كيم، أما تاريخ النضال ضد الاستعمار الياباني فقد تركز على العمل البطولي الثوري لكيم إل سونغ. لقد كانت النسخة التاريخية الكورية الشمالية بمثابة تبرير لحكم الفرد بواسطة كيم. ثانياً، تمت الإشادة بقدرات كيم على أنها قدرات مطلقة. ليس فقط لكونه بطلاً مناضلاً، فقد كان أيضاً مفكراً عظيماً أكثر من كارل ماركس أو لينين ومنظراً لا يسبر غوره وحكماً تجاه كل القضايا السياسية والاقتصادية والاجتماعية والثقافية وحتى الفنون. هذه الدعامة الثانية التي مكّنت حكم الفرد. لقد جُمِّع بين التاريخ والقدرات الفردية البارعة لتبرير حكم كيم.
تتواصل عملية التلقين برغم وفاة كيم إل سونغ.
ومن بين أشعر الألقاب «الأب الحاكم» و«القائد العزيز» و «الرجل السماوي» ألقاب كيم وكان اسمه يطبع بلون الدم في كل المنشورات، لتكون متميزة عن أية طبعات أخرى. إضافة لذلك، فكل المؤسسات الكورية الشمالية وقوانين العمال والأراضي والدستور والكتب التعليمية تم تأليفها بواسطة كيم.
كل المنشورات بما فيها الصحف والمجلات والكتب المدرسية والنصوص الأكاديمية تتقدمها «تعليمات كيم»، كما يُدَرَّس كل الكوريين الشماليين في المدارس بأن ملابسهم وطعامهم وكل مختلف مناحي الحياة هي «هبة من القائد الرحيم». كما يلزم وضع صور الزعيم كيم في كل المكاتب والبيوت، أما أماكن عبادة الرئيس فمنها 35,000 تمثال للقائد موزعة في مختلف أنحاء البلاد.
وتواصل التلقين حتى بعد موت كيم. وحُفِّظَت جثته داخل قصر الرئاسة في بيونغ يانغ، بينما ما زالت سلطته على أنه «الرئيس الخالد» لتوضح أن نظام حكم التركة قد وصل أوجه.
وعليه، عملت سلطة كيم إل سونغ الخالدة على تبرير حكم الفرد لكم جونغ إل. وبالرغم من عدم إمكانية أن تصبح سلطة كيم خالدة، إلا أنه من السابق لأوانه التأكيد على ذلك.

## كوريا الشمالية في عهده
في السنوات الأخيرة من حكمه، عانت كوريا الشمالية من العزلة السياسية والاقتصادية بسبب الصدع الذي بدأ يتشكل منذ أواخر عقد الثمانينات من القرن الماضي بين القوتين الشيوعيتين العظميين وهما الصين والاتحاد السوفيتي السابق.
إضافة لذلك، إرتفع الركود في الاقتصاد الكوري الشمالي بسبب مشاكله الطبيعية. وحاول كيم إل سونغ التغلب على هذه المشاكل والمصاعب من خلال تطوير العلاقات الكورية الجنوبية الشمالية. مع أنه قد قطع شوط كبير بعقد لقاء قمة بين زعيمي الكوريتين.

## وفاته
مات نتيجة لسكتة قلبية في يوم 8 يوليو 1994.

## رفاته
حُفِّظَت جثة كيم إل سونغ في قصر الرئاسة بالعاصمة بيونغ يانغ.

## روابط خارجية
- كيم إل سونغ على موقع IMDb (الإنجليزية)
- كيم إل سونغ على موقع الموسوعة البريطانية (الإنجليزية)
- كيم إل سونغ على موقع مونزينجر (الألمانية)
- كيم إل سونغ على موقع ميوزك برينز (الإنجليزية)
- كيم إل سونغ على موقع قاعدة بيانات الأفلام السويدية (السويدية)
- كيم إل سونغ على موقع إن إن دي بي (الإنجليزية)
- كيم إل سونغ على موقع ديسكوغز (الإنجليزية)
- كيم إل سونغ على موقع قاعدة بيانات الفيلم (الإنجليزية)